# قاتلان هندوستان
قاتلان هندوستان (به هندی: Thugs of Hindostan) یا هندوستان آزاد یک فیلم سینمایی هندی در ژانر اکشن و ماجراجویانه محصول سال ۲۰۱۸ به کارگردانی ویجی کریشنا آچاریا با بازی آمیتاب باچان، عامر خان، کاترینا کایف، فاطمه ثنا شیخ، لوید اوون، محمد زیشان ایوب، رونیت روی، سوپریا پاتاک است.

## خلاصه داستان
این فیلم دربارهٔ دختری به اسم ظفیرا است که در دوران کودکی پدر و مادر خود را توسط فرد انگلیسی به نام کلایو از دست می‌دهد. در آن لحظه خدابخش او را نجات می‌دهد، بعد یازده سال خدابخش و ظفیرابا تیم خود انگلیسی‌ها را غارت می‌کنند و به مردم هند کمک می‌کنند بعد در مخفی گاه خود پنهان می‌شوند برای پیدا کردن مخفی گاه از فرنگی که یک خبرچین حرفه ای است کمک می‌گیرند تا آن مخفی گاه را نشان آنها دهد او هم با حیله‌گری وارد گروه آنها می‌شود و از اعتماد آنها سوءاستفاده می‌کند و زندگی شان را بهم می‌ریزد و…